# Efecto Doppler

Cambio de la longitud de onda provocado por el movimiento del emisor.

Efecto Doppler del flujo del sonido alrededor de un auto.

El efecto Doppler (llamado así en honor al físico y matemático austriaco Christian Andreas Doppler) es el cambio de frecuencia aparente de una onda producido por el movimiento relativo de la fuente respecto a su observador.
Hay ejemplos cotidianos del efecto Doppler en los que la velocidad a la que se mueve el objeto que emite las ondas es comparable a la velocidad de propagación de esas ondas. La velocidad de una ambulancia (50 km/h) puede parecer insignificante respecto a la velocidad del sonido al nivel del mar (unos 1235 km/h), sin embargo, se trata de aproximadamente un 4 % de la velocidad del sonido, fracción suficientemente grande como para provocar que se aprecie claramente el cambio del sonido de la sirena desde un tono más agudo a uno más grave, justo en el momento en que el vehículo pasa al lado del observador.
En el caso del espectro visible de la radiación electromagnética, si el objeto se aleja, su luz se desplaza a longitudes de onda más largas, produciéndose un corrimiento hacia el rojo. Si el objeto se acerca, su luz presenta una longitud de onda más corta, desplazándose hacia el azul. Esta desviación hacia el rojo o el azul es muy leve incluso para velocidades elevadas, como las velocidades relativas entre estrellas o entre galaxias, y el ojo humano no puede captarlo, solamente medirlo indirectamente utilizando instrumentos de precisión como espectrómetros. Si el objeto emisor se moviera a fracciones significativas de la velocidad de la luz, sí sería apreciable de forma directa la variación de longitud de onda.

## Descubrimiento
Doppler propuso este efecto en 1842 en su tratado Über das farbige Licht der Doppelsterne und einige andere Gestirne des Himmels (Sobre el color de la luz en estrellas binarias y otros astros). El científico neerlandés Christoph Hendrik Diederik Buys Ballot investigó esta hipótesis en 1845 para el caso de ondas sonoras y confirmó que el tono de un sonido emitido por una fuente que se aproxima al observador es más agudo que si la fuente se aleja. Hippolyte Fizeau descubrió independientemente el mismo fenómeno en el caso de ondas electromagnéticas en 1848. En Francia este efecto se conoce como «efecto Doppler-Fizeau» y en los Países Bajos como «efecto Doppler-Gestirne». En Gran Bretaña, John Scott Russell hizo un estudio experimental del efecto Doppler (1848).

## Generalidades
En física clásica, donde las velocidades del emisor (también denominado «fuente») y del receptor (o también «observador») con respecto al medio son inferiores a la velocidad de las ondas en el propio medio, la relación entre la frecuencia observada {\displaystyle f} y la frecuencia emitida {\displaystyle f_{\text{0}}} viene dada por:
| Símbolo               | Nombre |
| --------------------- | --- |
| {\displaystyle f}     | Frecuencia observada |
| {\displaystyle f_{0}} | Frecuencia emitida |
| {\displaystyle v}     | Velocidad de las ondas en el medio |
| {\displaystyle v_{r}} | Velocidad del receptor en relación con el medio; positiva si el receptor se está moviendo hacia el emisor (y negativa en el sentido opuesto) |
| {\displaystyle v_{s}} | Velocidad de la fuente con respecto al medio; positiva si la fuente se aleja del receptor (y negativa en el sentido opuesto)                 |

(Conclusión: la frecuencia aumenta cuando fuente y observador se acercan entre sí, y se reduce cuando se alejan).
En la fórmula anterior se supone que la fuente está acercándose (o alejándose) «directamente» del observador. Si la fuente se acerca al observador con velocidad constante, pero en una trayectoria «no incidente» (como por ejemplo, un avión en vuelo respecto a un observador situado en tierra), entonces:
- La frecuencia que el observador escucha primero es más alta que la frecuencia emitida desde el objeto.
- A continuación se produce una disminución gradual de la frecuencia percibida a medida que la fuente se acerca al observador, coincidiendo la frecuencia percibida con la original cuando la onda llega desde una dirección perpendicular al movimiento relativo (es decir, cuando fue emitida desde el punto más cercano al observador, aunque cuando se reciba la onda, la fuente y el observador ya no estarán en su posición más próxima).
- Finalmente, el observador percibirá una continua disminución de la frecuencia a medida que se aleja la fuente.

Cuando el observador se encuentra muy cerca de la trayectoria del objeto, la transición de alta a baja frecuencia es muy abrupta. En cambio, cuando el observador está lejos de la trayectoria del objeto, la transición de alta a baja frecuencia es gradual.
Si las velocidades {\displaystyle v_{\text{s}}\,} y {\displaystyle v_{\text{r}}\,} son pequeñas en comparación con la velocidad de la onda, la relación entre la frecuencia observada {\displaystyle f} y la frecuencia emitida {\displaystyle f_{\text{0}}} es aproximadamente
| Frecuencia observada                                        | Cambio de frecuencia                                |
| ----------------------------------------------------------- | --------------------------------------------------- |
| {\displaystyle f=\left(1+{\frac {\Delta v}{v}}\right)f_{0}} | {\displaystyle \Delta f={\frac {\Delta v}{v}}f_{0}} |

donde
{\displaystyle \Delta f=f-f_{0}\,}
{\displaystyle \Delta v=v_{\text{r}}-v_{\text{s}}\,} es la velocidad del receptor respecto a la fuente: es positiva cuando la fuente y el receptor se acercan.
| Demostración Dada {\displaystyle f=\left({\frac {v+v_{\text{r}}}{v+v_{\text{s}}}}\right)f_{0}\,} dividiendo por {\displaystyle v} {\displaystyle f=\left({\frac {1+{\frac {v_{\text{r}}}{v}}}{1+{\frac {v_{\text{s}}}{v}}}}\right)f_{0}=\left(1+{\frac {v_{\text{r}}}{v}}\right)\left({\frac {1}{1+{\frac {v_{\text{s}}}{v}}}}\right)f_{0}\,} A partir de {\displaystyle {\frac {v_{\text{s}}}{v}}\ll 1} se puede deducir la expresión geométrica: {\displaystyle {\frac {1}{1+{\frac {v_{\text{s}}}{v}}}}\approx 1-{\frac {v_{\text{s}}}{ver}}} |

## Situación estacionaria, subsónica, sónica y supersónica.
En los cuatro gráficos siguientes se incluye una animación con el análisis del comportamiento de las ondas sonoras en los cuatro casos característicos del efecto Doppler en relación con la velocidad del emisor respecto a la velocidad de propagación del sonido en el aire (Mach 1):

Comportamiento de las ondas sonoras
Una fuente de audio fija produce ondas de sonido a una frecuencia constante f, y los frentes de onda se propagan de forma simétrica alejándose de la fuente a una velocidad constante c. La distancia entre los frentes de onda es la longitud de onda. Todos los observadores escucharán la misma frecuencia, que será igual a la frecuencia real de la fuente donde f = f0
La misma fuente de sonido está irradiando ondas de sonido a una frecuencia constante en el mismo medio. Sin embargo, ahora la fuente de sonido se mueve con una velocidad de υs = 0.7 c (Mach 0,7). Puesto que la fuente está en movimiento, el centro de cada nuevo frente de onda está ligeramente desplazado a la derecha. Como resultado, los frentes de ondas comienzan a acumularse en el lado derecho (por delante) y quedan más distanciados en el lado izquierdo (detrás) de la fuente. Un observador frente a la fuente escuchará una frecuencia más alta:
Ahora la fuente se está moviendo a la velocidad del sonido en el medio (υs = c,  (es decir, a Mach 1). Los frentes de onda enfrente de la fuente están ahora todos acumulados en el mismo punto. Como resultado, un observador enfrente de la fuente no detectará nada hasta que la fuente llegue a su posición
La fuente de sonido ya ha superado la velocidad del sonido en el medio, y se desplaza a 1,4 c (Mach 1.4). Puesto que la fuente se está moviendo más rápido que las ondas de sonido que crea, lo que realmente hace es dirigir el frente de ondas a medida que avanza. La fuente de sonido pasará ante un observador en reposo antes de que el observador oiga el sonido. Como resultado, un observador situado enfrente de la fuente percibirá: f = c + 0c - 1.4c f0 = -2.5 f0  y un observador detrás de la fuente escuchará una frecuencia más baja: f = c - 0c + 1.4c f0 = 0.42 f0 .

## Análisis

Analogía con bolas representando períodos de una onda. Las bolas viajan a 1 m / s y el lanzador, inicialmente a 2 m del receptor, se acerca a éste a 10 cm / s. Se observa cómo la bola 2, lanzada 1 s después que la bola 1, es recibida 0,9 s después que la bola 1.

Para entender lo que sucede, considérese la siguiente analogía. Alguien lanza una bola cada segundo a un hombre. Se supone que las bolas viajan con velocidad constante. Si el lanzador está parado, el hombre va a recibir una bola cada segundo. Sin embargo, si el lanzador se está moviendo hacia el hombre, este va a recibir las bolas con mayor frecuencia debido a que las bolas estarán menos espaciadas, ya que cada bola debe recorrer menos distancia que la anterior para llegar al receptor. El inverso es cierto si el lanzador se aleja del hombre. Por lo que en realidad es la longitud de onda la que es afectada; como consecuencia, la frecuencia recibida también se ve afectada. También puede afirmarse que la velocidad de la onda permanece constante, mientras que se producen cambios en la longitud de onda; y por lo tanto, la frecuencia cambia también.
Para un observador en reposo respecto al medio, si una fuente en movimiento está emitiendo ondas con una frecuencia real dada {\displaystyle f_{\text{0}}} (en este caso, la longitud de onda cambia pero la velocidad de transmisión de la onda se mantiene constante, por lo que la velocidad de transmisión de la onda no depende de la velocidad de la fuente), entonces el observador detecta ondas con una frecuencia {\displaystyle f} dada por:
{\displaystyle f=\left({\frac {c}{c+v_{\text{s}}}}\right)f_{0}}
Un análisis similar para un observador en movimiento y una fuente estacionaria (en este caso, la longitud de onda se mantiene constante, pero debido al movimiento, la velocidad a la que el observador recibe las ondas, y por lo tanto la velocidad de transmisión de la onda [con respecto al observador] cambia) produce la frecuencia observada:
{\displaystyle f=\left({\frac {c+v_{\text{r}}}{c}}\right)f_{0}}
Esto se puede generalizar en la ecuación que se presentó en la sección anterior:
{\displaystyle f=\left({\frac {c+v_{\text{r}}}{c+v_{\text{s}}}}\right)f_{0}}
Un efecto interesante fue predicho por lord Rayleigh en su libro clásico sobre el sonido: si la fuente se acerca al observador a dos veces la velocidad del sonido, una pieza musical emitida por dicha fuente se oiría en el tiempo y tono correcto, pero al revés (es decir, las notas del final de la pieza llegarían al observador antes que las de su comienzo). El efecto doppler sobre el sonido solo se percibe claramente con objetos moviéndose a bastante velocidad: el cambio en la frecuencia de tono musical implica una velocidad de alrededor de 40 metros por segundo (144 km/h). Sin embargo, los cambios de amplitud de los sonidos de los emisores en movimiento pueden ser fácilmente confundidos con pequeños cambios en la frecuencia. Neil A. Downie ha demostrado cómo el efecto doppler puede hacerse mucho más fácilmente audible mediante el uso de un emisor ultrasónico (por ejemplo, de 40 kHz) emitiendo desde objetos en movimiento. El observador debe utilizar un convertidor de frecuencia heterodino (como los que se utilizan en muchos detectores de murciélagos) con capacidad para trabajar en la banda de hasta los 40 kHz. En este caso, con el receptor ajustado para traducir las ondas recibidas a la banda de los 2000 Hz para hacerlas audibles, basta con que el emisor se desplace a tan solo 2 metros por segundo para que el observador perciba un desplazamiento de frecuencia de un tono entero (240 Hz).
Trayectoria del emisor no incidente en el receptor
En el caso de la sirena de un vehículo de emergencia en movimiento que pasa cerca de un observador, comenzará a oírse con una frecuencia más alta que la de su tono estacionario. Irá bajando a medida que se acerque, y continuará reduciéndose (por debajo de su tono estacionario) a medida que se aleje del observador. El astrónomo John Dobson explicó el efecto de este modo:
"La razón por la que se percibe cómo se desliza gradualmente el tono de la sirena es porque no arrolla al observador."
En otras palabras, si la sirena se acercase al observador directamente (con velocidad constante), la frecuencia percibida permanecería invariable hasta que el vehículo lo alcanzara, para saltar inmediatamente a un nuevo tono más bajo en cuanto empezara a alejarse. Debido a que el vehículo no pasa por el punto exacto que ocupa el observador, sino que lo rebasa a cierta distancia, su velocidad relativa presenta una componente radial que no permanece constante, sino que varía como una función del ángulo entre su línea de visión y la velocidad del vehículo que porta la sirena:
{\displaystyle v_{\text{radial}}=v_{\text{s}}\cdot \cos {\theta }}
donde {\displaystyle \theta } es el ángulo entre la velocidad de avance del objeto y la línea de visión desde el objeto hacia el observador.

## Álgebra del efecto Doppler en ondas sonoras

### Observador acercándose a una fuente
Imagínese que un observador O se mueve con una velocidad {\displaystyle v_{o}\,} que tiene una dirección y sentido hacia una fuente de sonido S que se encuentra en reposo. El medio es aire y también se encuentra en reposo. La fuente emite un sonido de velocidad {\displaystyle v\,}, frecuencia {\displaystyle f\,} y longitud de onda {\displaystyle \lambda \,}. Por lo tanto, la velocidad de las ondas respecto del observador no será {\displaystyle v\,}, sino la siguiente:
{\displaystyle \ v'=v+v_{o}}
Sin embargo, como la velocidad del medio no cambia, la longitud de onda será la misma, por lo tanto, si:
{\displaystyle \ v=f\cdot \lambda \Rightarrow f={\frac {v}{\lambda }}}
Pero, como se menciona en la primera explicación, el observador al acercarse a la fuente oirá un sonido más agudo; esto implica que su frecuencia es mayor. A esta frecuencia mayor captada por el observador se la denomina frecuencia aparente, que se denomina{\displaystyle f'\,}.
{\displaystyle \ f'={\frac {v'}{\lambda }}={\frac {v+v_{o}}{\lambda }}={\frac {v}{\lambda }}+{\frac {v_{o}}{\lambda }}=f+{\frac {v_{o}}{\lambda }}=f\cdot {\bigg (}1+{\frac {v_{o}}{f\cdot \lambda }}{\bigg )}=f\cdot {\bigg (}1+{\frac {v_{o}}{v}}{\bigg )}}
El observador escuchará un sonido de mayor frecuencia debido a que {\displaystyle \textstyle \left(1+{\tfrac {v_{o}}{v}}\right)\geq 1}

### Observador alejándose de una fuente
Analícese el caso contrario: cuando el observador se aleja de la fuente, la velocidad será {\displaystyle v'=v-v_{o}\,} y de manera análoga se puede deducir que {\displaystyle \textstyle f'=f\cdot \left(1-{\tfrac {v_{o}}{v}}\right)}

### Astronomía

Corrimiento al rojo de las líneas espectrales en el espectro óptico de un supercúmulo de galaxias lejanas (derecha), comparado con el del Sol (izquierda)

### Imágenes médicas y la medición del flujo sanguíneo

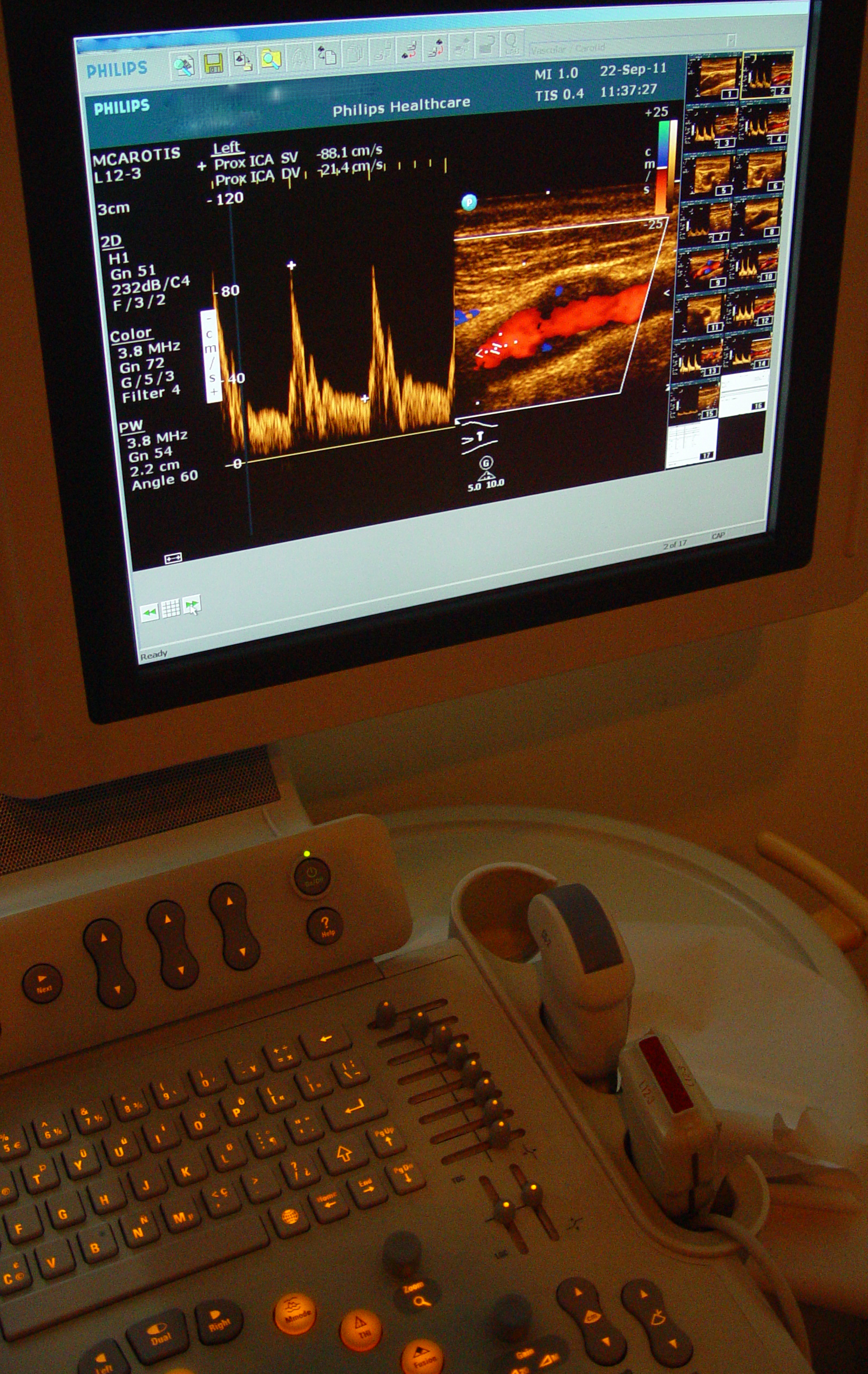
Ecografía Doppler en color del flujo sanguíneo en una arteria carótida - escáner y pantalla